# Moneda hispano-púnica

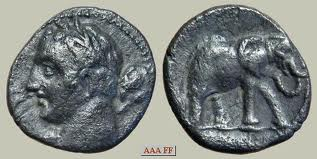
Moneda hispano-púnica de bronce.

Se define como moneda hispano-púnica a las acuñaciones efectuadas en la península ibérica con escritura en alfabeto fenicio en cualquiera de sus modalidades (se encuentran escritas por lo general en púnico y neopúnico). Las primeras acuñaciones en la Península con este tipo de escritura se dan en la zona de Gadir y datan de entre finales del siglo IV a. C. y comienzos del siglo III a. C. . Paulatinamente se dejan de producir tras la romanización de la Península, convivivieron con moneda griega y romana por varios siglos.
Aunque existen abundantes hallazgos de monedas con influencia púnica en la península ibérica y las islas Baleares no todas reciben la denominación de "hispano-púnica". Muchas cecas en el Sur de la península ibérica incorporan simbología de origen semita pero utilizan epigrafía latina u ibérica por lo que no forman parte de esta catalogación, pese a su origen en gentes feno-púnicas. En cambio la ceca Baria produjo monedas sin epígrafe y son consideradas como hispano-púnicas por algunos expertos.

## Ubicaciones
El área afectada por estas amonedaciones corresponde al Mediodía Peninsular, las antiguas fundaciones costeras fenicias, así como algunas localidades, del interior en los accesos del valle del Guadalquivir que tendrían poblamiento púnico (como Tagilis o Urso) localidades dentro del entorno de Gadir y por último, otro grupo que parece relacionado con las explotaciones mineras de la sierra de Huelva. Destacan las cecas de Gadir, Ebusus, Malaca, Seks y Abdera. Se han encontrado hallazgos de monedas hispano-púnicas de origen gaditano en Galicia, toda la Costa Mediterránea Española, el Norte de África, zonas de Italia, Sicilia y como moneda contramarcada en Argelia.

## Cronología
La moneda hispano-púnica data de entre el 330 a. C. y el 54 d. C. Habitualmente se distinguen tres fases diferencias en las acuñaciones hispano-púnicas.
1. Las primeras emisiones (330 a. C.-237 a. C.). Desde las más antigua hasta la llegada de Amílcar Barca tras la primera guerra púnica. Solo se fabrican en cobre.
2. La segunda etapa (237-202 a. C.). Comprende el periodo de presencia bárcida en la península y la segunda guerra púnica. Se incorporan monedas en plata y oro.
3. Las últimas emisiones romanas (siglo II a. C. a 54 d. C.). Son acuñaciones de cecas púnicas bajo dominio romano. Todas en bronce.[5]

## Autoridad emisora según la localización geográfica[2]
Se distinguen entre tres tipos según la autoridad emisora de las mismas y la localización geográfica de las cecas donde se produjeron.
- Metropolitanas. Son las producidas en territorio Cartaginés y posteriormente puestas en circulación en el exterior del imperio.
- Provinciales. Las acuñadas en Iberia durante la segunda etapa con carácter militar.
- Ciudadanas locales o Municipales. Emisiones realizadas por cecas en ciudades situadas en Hispania bajo su propia autoridad.

## Historia
La moneda nace en Grecia durante el siglo VII a. C. y ya en el siglo V a. C. comienza a emitirse moneda griega en el noreste de la península ibérica en la colonia de Emporion. No se emitirá moneda en alfabeto fenicio-púnico hasta el siglo V a. C., cuando Cartago necesitó acuñar para financiar tropas de mercenarios encampañas militares en Sicilia. Se empieza a acuñar moneda hispano-púnica entre finales del siglo IV y principios del siglo III a. C. en las antiguas colonias fenicias de Gadir y Ebusus. Las más antiguas, exclusivamente en cobre siguen un patrón púnico de Sicilia. Su objetivo era facilitar transacciones comerciales cotidianas y debido a su pequeño tamaño no tenían mucho valor, a pesar de la calidad del metal empleado.
Durante el segundo periodo, tras la derrota Cartaginesa en la primera guerra púnica se comienza a acuñar moneda en oro y plata con el objetivo de efectuar pagos a tropas, siguiendo la ocupación de la familia Barca del Sur peninsular y su posterior avance hacia la península itálica. El sistema metrológico es el fenicio aunque la plata sigue un peso ligeramente inferior. A las emisiones oficiales en plata se unieron algunas ciudades como Gadir e Ibiza con sus propios pesos. Este conjunto es de extraordinaria calidad artística con representaciones de divinidades según el estilo helenístico y, en los reversos las pautas del poder bárcida: la proa y el elefante. El patrón ponderal gaditano en este momento para la plata es el shekel de 9,4g que se usa como referencia para producir hemishekels de 4,7g de plata en Gadir.
En el siglo II a. C. ya no se distingue bien si el sistema metrológico es cartaginés o romano; es probable la coexistencia de ambos patrones evolucionados para facilitar los intercambios a lo largo del siglo I a. C. A partir del año 206 a. C. Gadir conoce su máximo desarrollo económico debido al comercio y las buenas relaciones con Roma fruto de la expulsión cartaginesa. Es el momento de mayor acuñación de moneda y se comienza a utilizar un proceso con normas oficiales más acusadas en sus tipologías con emisiones que cubrirán siglos. Se detectan reducciones de peso en todas las cecas y la hegemonía del sistema ponderal romano, aunque con numerosas variantes. De esta fase en adelante la amonedación se hace más heterogénea como consecuencia de acuñar más rápidamente para satisfacer las soldadas, incorporando nuevas ciudades al conjunto de emisoras. En Gadir ya transformada en la Gades romana se deja de utilizar el alfabeto fenicio entre los años 49 a. C. y 19 a. C. pero se siguen encontrando monedas hispano-púnicas en circulación mucho tiempo después, estas monedas acuñadas tras la anexión de Gades a Roma tienen una gran expansión y se llegan a encontrar en Galicia, toda la costa Mediterránea española y el Norte de África. A partir del 27 a. C. se comienza a únicamente producir moneda romana, sustituyendo a la fenicia.